# 祇園町
祇園町（ぎおんちょう）は、かつて広島県安佐郡に存在した町である。1972年8月27日に広島市に編入されて消滅した。

## 地理
河川
- 太田川
- 太田川放水路
- 古川
- 山本川

山
- 火山（標高488.3m）
- 丸山（標高457.6m）
- 武田山（標高410.9m）
- 宗箇山（標高356m）

大字
- 北下安（きたしもやす）
- 南下安（みなみしもやす）
- 西山本（にしやまもと）
- 東山本（ひがしやまもと）
- 西原 (広島市)（にしはら）
- 東原 (広島市)（ひがしはら）
- 長束（ながつか）

## 歴史
- 1889年4月1日 - 市町村制施行。後の祇園町域には当時いずれも沼田郡に属する祇園村、長束村、西原村（のちの原村）、東原村（のちの原村）、山本村の各村があった。
- 1898年10月1日 - 高宮・沼田両郡が統合して安佐郡が成立したことに伴い、祇園・長束・西原・東原・山本の各村は安佐郡に属する村になる。
- 1920年4月1日 - 西原・東原両村が対等合併して原村が成立する。
- 1938年1月1日 - 祇園村が町制施行して祇園町（初代）になる。
- 1943年11月3日 - 祇園町（初代）と長束・原・山本の各村が対等合併して祇園町（2代）が成立する。
- 1972年8月27日 - 広島市に編入されて消滅する。

## 経済

### 産業
農業
『大日本篤農家名鑑』によれば、祇園村の篤農家は「田中潤一、森岡盛一」、山本村の篤農家は「瀬川卯一」、長束村の篤農家は「橋本保吉」、西原村の篤農家は「増田柳太郎、西川松太郎、繁竹徳太郎」などである。
企業
- 西本商店[2] - 目的・各種敷物、蚊帳、蒲団類販売[2]。設立・1920年7月[2]。南下安[2]。
- 三菱重工業祇園（広島）工場 - 合理化により広島市編入後の2003年閉鎖した。
- NHK広島放送局祇園ラジオ放送所
- ヤクルト広島県北部販売祇園センター

## 地域

### 教育（1972年8月26日当時のデータ）
小学校
- 祇園町立祇園小学校
- 祇園町立長束小学校
- 祇園町立原小学校
- 祇園町立山本小学校

中学校
- 祇園町立祇園中学校
- 祇園町立祇園東中学校

高等学校
- 祇園高等学校 - 2005年大下学園から鴎州コーポレーションに経営を譲渡し、AICJ中学校・高等学校に改称。

大学
- 広島経済大学
- 広島中央女子短期大学 - 2004年廃止。祇園高等学校と同じ大下学園の系列。
- 広島文化短期大学

## 交通（1972年8月26日当時のデータ）

### 鉄道
- 国鉄可部線が通っており、町内には以下の施設がある。
  - 安芸長束駅 - 下祇園駅

### 道路
国道
- 国道54号
- 国道183号 - 町内は全区間国道54号と重用。
- 国道191号 - 町内は全区間国道54号と重用。
- 国道261号 - 町内は全区間国道54号と重用。

主要地方道
町内は通っていない。
一般県道
- 広島県道府中祇園線 - 1972年11月1日から広島県道152号府中祇園線になり現存。
- 広島県道古市広島線 - 1972年11月1日から広島県道277号古市広島線になり現存。

## 名所・旧跡
- 銀山城（かなやまじょう）跡 - 安芸国守護・武田氏が拠った山城の跡。広島県では福山市山手町にも同名の山城があるが、そちらは「ぎんざんじょう」と読む。

## 出身・ゆかりのある人物
- 小林房次郎（土壌肥料学者）
- 西本清人（西本商店取締役） - 住所は東白島[2][3]。
- 西本清吉（西本商店取締役）[2][3]